# Сіях-Кат
Сіях-Кат (перс. سياه كت) — село в Ірані, у дегестані Лісар, у бахші Карґан-Руд, шагрестані Талеш остану Ґілян. За даними перепису 2006 року, його населення становило 143 особи, що проживали у складі 36 сімей.